# Theridion fuscum
Theridion fuscum là một loài nhện trong họ Theridiidae.
Loài này thuộc chi Theridion. Theridion fuscum được Pelegrin Franganillo-Balboa miêu tả năm 1930.